# Janusz Kowalik
Janusz "John" Kowalik (Nowy Sącz, 26 maart 1944) is een voormalig Pools voetballer en voetbaltrainer. In zijn carrière heeft hij bij verschillende clubs in de Verenigde Staten en Nederland gespeeld. In 1968 werd hij topscorer in de North American Soccer League.
Kowalik debuteerde op zestienjarige leeftijd bij Cracovia Kraków. Door zijn wedstrijden in de Verenigde Staten werd hij door de Poolse voetbalbond gestraft, hij mocht niet meer voor nationale selecties uitkomen. Tussen zijn wedstrijden in de Verenigde Staten in ging hij in Nederland spelen en in 1982 verkreeg hij de Nederlandse nationaliteit. Na zijn spelersloopbaan werd hij trainer en begon in 1979 bij Patro Eisden en eindigde hij in februari 1996 na een ontslag bij KFC Eeklo.

## Erelijst
- Topscorer North American Soccer League: 1968
- NASL Most Valuable Player Award: 1968